# Rezerwat Indian
Rezerwat Indian – autonomiczny obszar przeznaczony dla tubylczych ludów Ameryki (Indian), ustanowiony przez dane państwo (lub jego jednostkę administracyjną, np. stan, prowincję) – zazwyczaj w celu ochrony terytorium, tożsamości, integralności, odrębności i innych praw tubylczej grupy, będącej jego właścicielem lub użytkownikiem.

## Ewolucja i zróżnicowanie
Historycznie, rezerwaty Indian stanowiły ważną część systemu kolonizacji kontynentów amerykańskich przez Europejczyków oraz jeden z typowych sposobów podboju i kontrolowania ludności tubylczej. Z czasem rezerwaty Indian stały się albo elementem polityki integracji mniejszości etnicznych (USA, Kanada), albo formą ochrony izolowanych społeczności tubylczych (Amazonia).
W poszczególnych krajach obu Ameryk różne są ich liczba, wielkość i status prawny. Sposób ich tworzenia, szczegółowe założenia, wyznaczane cele oraz odbiegająca nierzadko od oficjalnych deklaracji praktyka funkcjonowania indiańskich rezerwatów od początku budziły – i do dziś budzą – rozliczne kontrowersje (nie tylko wśród samych Indian, którzy dostrzegają też dobre strony ich istnienia i raczej nie oczekują ich likwidacji, lecz poszerzenia zakresu autonomii i rozmiarów pomocy).

## Historia

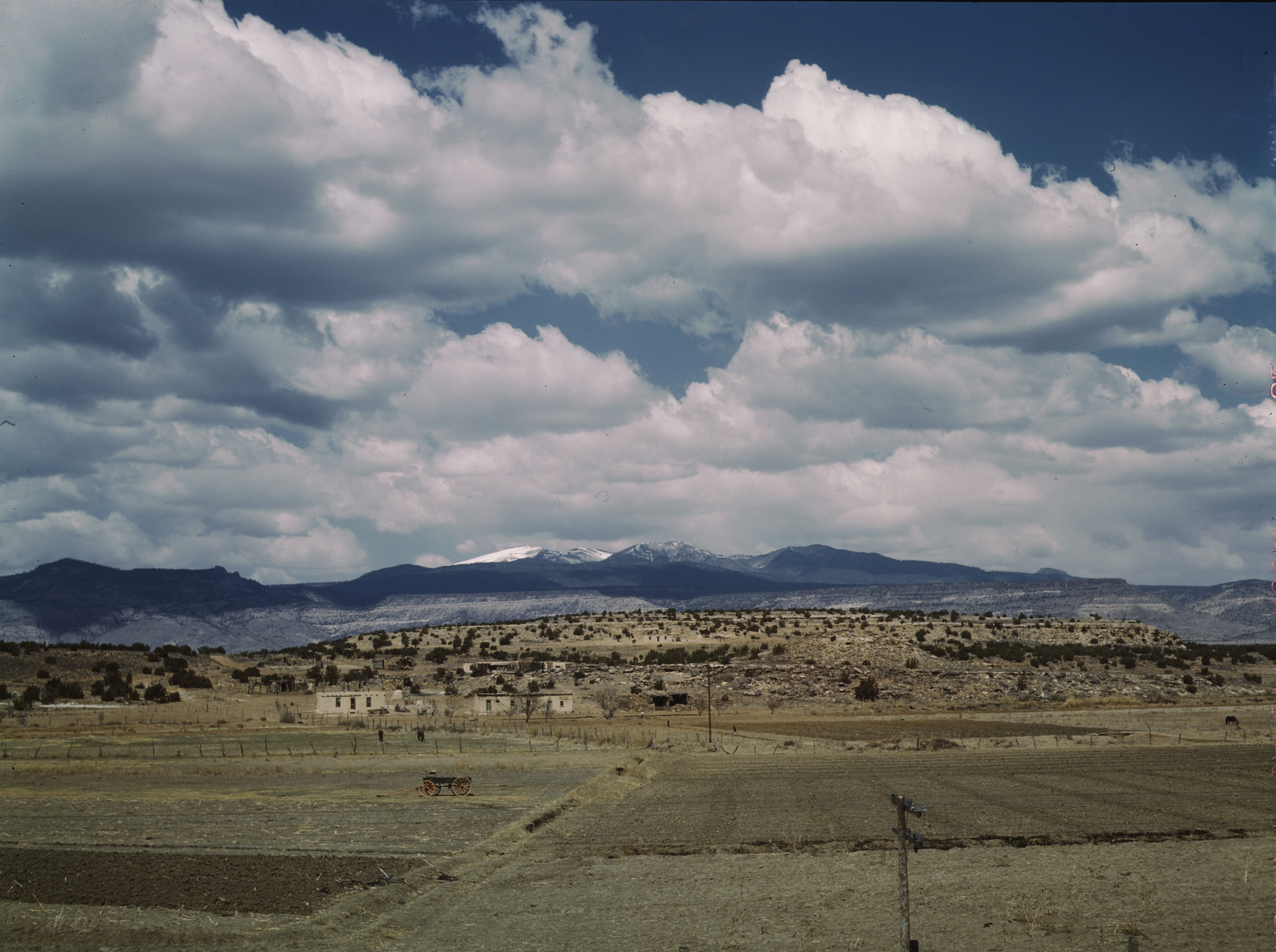
Zabudowania i farmy Indian w rezerwacie, w 1943 r. Stan Nowy Meksyk.

W przeszłości władze kolonialne w Ameryce Północnej i Południowej wyznaczały ludności tubylczej rezerwaty i inne wydzielone terytoria (np. Terytorium Indiańskie na zachód od Missisipi), by oddzielić Indian od obszarów przeznaczonych pod osadnictwo, eksploatację bogactw naturalnych, przemysł, transport i inną zewnętrzną działalność. Czasami były to obszary wyznaczane Indianom teoretycznie na stałe (dopóki trawa będzie rosnąć, a rzeki będą płynąć, choć w miarę rozwoju kolonizacji zwykle je redukowano). Kiedy indziej były to twory z założenia tymczasowe, mające istnieć do czasu takiego czy innego rozwiązania „problemu indiańskiego”. Na rezerwaty wyznaczano zwykle tereny marginalne – odległe od skupisk ludzkich, niedostępne i z punktu widzenia ówczesnych władz mało atrakcyjne (na niektórych odkrywano później złoża cennych surowców, co powodowało kolejne zmiany granic rezerwatów, przesiedlenia i konflikty, a niektórym Indianom zapewniło z czasem źródła niebagatelnych dochodów z tytułu dzierżawy praw do ich eksploatacji).
Zgromadzenie i izolowanie niezależnych (nierzadko wrogo nastawionych, zwykle wędrownych i „niepokornych”) grup Indian w rezerwatach miało na celu początkowo odseparowanie ich, a w późniejszym okresie podporządkowanie władzom państwowym, zapewnienie bezpieczeństwa i porządku na kolonizowanych terenach oraz zmianę dotychczasowego – mniej lub bardziej „pierwotnego” – stylu życia i gospodarowania tubylczych społeczności plemiennych na bardziej pożądany przez władze („cywilizowany”). Procesy te w różnych okresach historii i regionach Ameryki miały miejsce z rozmaitym nasileniem, przy różnym stopniu oporu Indian (bunty, powstania, ale i próby naśladownictwa białych sąsiadów – Pięć Cywilizowanych Plemion) i z rozmaitym skutkiem, a charakter rezerwatów – i stosunek samych Indian do nich – ulegał istotnym nierzadko zmianom (o czym należy pamiętać, by nie tworzyć fałszywych uogólnień).
Przesiedlanie kolejnych plemion i ustalanie granic rezerwatów Indian odbywało się niemal zawsze pod presją kolonizatorów i nierzadko w wyniku przegranych przez Indian konfliktów zbrojnych, choć np. w Ameryce Północnej granice wielu z nich (podobnie jak inne szczegóły relacji tubylczych plemion z władzami kolonialnymi) do połowy XIX w. regulowały traktaty zawierane przez przedstawicieli władz z wodzami poszczególnych plemion.
Pierwsze rezerwaty w Ameryce Północnej powstały z tak zwanych „rozmodlonych miast”, osiedli indiańskich, w których biali prowadzili intensywną działalność „cywilizacyjną”, polegającą przede wszystkim na nawracaniu na chrześcijaństwo i nauczaniu podstaw życia w białym społeczeństwie. Nawróceni musieli wyzbyć się większości tradycji, poligamii, tradycyjnego sposobu ubierania itp. Osiedlaniu Indian w rezerwatach towarzyszyły przemoc ze strony białych i zbrojny lub bierny opór Indian. Jedną z ustaw nadających przymusowym wysiedleniom pozory legalności była ustawa o przesiedleniu Indian (ang. Indian Removal Act) z 1830 r., podpisana przez prezydenta USA Andrew Jacksona.
W okresie rezerwatowym liczba tubylczej ludności Ameryki Północnej (szacowana w okresie pierwszych kontaktów z Europejczykami nawet na kilkanaście milionów) dramatycznie zmalała. Według urzędowego sprawozdania ministra spraw wewnętrznych USA z 1891 r., w 1890 r. w rezerwatach i szkołach z internatami pozostających pod kontrolą Biura do spraw Indian mieszkało 133 382 Indian (nie licząc Alaski). Rezerwaty były stosunkowo niewielkie, co dla ludów żyjących głównie z myślistwa oznaczało prawie zawsze głód, zwłaszcza że olbrzymie stada bizonów zniknęły z tych terenów zupełnie, z różnych powodów (np. susze w latach 1845-65, liczne polowania). Do zwalczania buntujących się Indian wykorzystywano regularną armię, oddziały ochotników i tzw. policję indiańską. Wielu Indian umierało z powodu nieznanych im wcześniej chorób, na które byli nieodporni, oraz z zimna i niedożywienia.

## Edukacja Indian mieszkających w rezerwatach
Ze wspomnianego wyżej sprawozdania wynikało, że w 1891 r. rząd amerykański łożył na oświatę Indian stosunkowo niewielką sumę ok. 2 mln dolarów rocznie. Według tego samego sprawozdania naukę pobierało w owym czasie około 18 tysięcy indiańskich uczniów. Nauka ta – w większości w położonych z dala od rodzinnych rezerwatów surowych szkołach z internatami – była obowiązkowa i przymusowa, a Indianie często opierali się jej, starając się zatrzymać dzieci w domu i nie pozwolić na zerwanie więzi rodzinnych i kulturowych. Praktyka ta – z niewielkimi modyfikacjami – trwała w USA i Kanadzie do II połowy XX w. i jest obecnie źródłem wytaczanych przez ofiary systemu procesów o odszkodowania z tytułu licznych przypadków dyskryminacji, prześladowań, maltretowania i molestowania indiańskich dzieci w tych placówkach.

## Współczesność
Współcześnie nie wszyscy Indianie żyją w rezerwatach (w USA i Kanadzie nieco ponad połowa Indian mieszka obecnie poza ich terenem – zarówno w miastach, jak i na wsi), ale większość – zwłaszcza w Ameryce Północnej – traktuje rezerwaty jako miejsca, do których chętnie wraca, by spotykać się tam z rodziną i przyjaciółmi, brać udział w lokalnych świętach, uroczystościach i ceremoniach (np. pow-wow, potlacz), poznawać – i czasem samemu kultywować – tradycje przodków, lub po prostu spędzić wolny czas „u siebie”.
W USA, Kanadzie i niektórych państwach Ameryki Łacińskiej wszyscy Indianie mają zagwarantowaną konstytucyjnie pełnię praw obywatelskich (w poszczególnych krajach nastąpiło to w różnych okresach XX w., choć do dziś zdarzają się: dyskryminacja i problemy z praktyczną realizacją ich praw). Mieszkańcy rezerwatów mają wpływ na zarządzanie nimi za pośrednictwem lokalnych samorządów (kontrolowanych w różnym stopniu przez władze państwowe).
Na terenie rezerwatów istnieją zwykle co najmniej podstawowe placówki oświaty i ochrony zdrowia, a w Ameryce Pn. – większość współczesnych instytucji życia publicznego. W rejonach intensywnej gospodarki człowieka mieszkańcy rezerwatów prowadzą zwykle styl życia zbliżony do dominującego w ich otoczeniu, utrzymując się z takich zajęć, jak praca dla instytucji rządowych, rolnictwo, hodowla, rzemiosło, handel czy turystyka. W rejonach bardziej izolowanych, uboższych lub zacofanych gospodarczo, przynajmniej część mieszkańców rezerwatów prowadzi gospodarkę do pewnego stopnia samowystarczalną (rolniczo-hodowlaną, czasem też myśliwsko-zbieracką). Wielu – zwłaszcza w rejonach o najwyższym poziomie biedy i bezrobocia – otrzymuje też rozmaitą pomoc zewnętrzną (od państwa i władz lokalnych, ale także od rozmaitych fundacji, organizacji społecznych, grup religijnych, itp.).
Indianie z rezerwatów mogą swobodnie opuszczać ich teren – np. w celu podjęcia nauki lub pracy (chociaż w przeszłości nierzadko wymagało to zgody władz). Mogą też zazwyczaj powracać do nich oraz decydować (lub współdecydować) o tym, na jakich zasadach mają prawo w rezerwacie mieszkać i prowadzić rozmaitą działalność (gospodarczą, handlową, edukacyjną, itp.) osoby spoza lokalnej społeczności lub grupy etnicznej. W niektórych rezerwatach, zwłaszcza w Ameryce Północnej, znaczną część mieszkańców, prywatnych dzierżawców ziemi i przedsiębiorców stanowią dziś Metysi kanadyjscy lub przyjezdni nie-Indianie (akceptujący lokalne przepisy i tradycje).
Status prawny części tzw. tradycyjnych tubylczych terytoriów oraz samych tubylczych grup etnicznych (w tym zwłaszcza niewielkich grup izolowanych w niektórych krajach Ameryki Łacińskiej), do dziś nie jest w pełni uregulowany i pozostaje przedmiotem sporów Indian z władzami oraz przedmiotem troski organizacji pozarządowych i społeczności międzynarodowej (w tym agend i dokumentów ONZ).
Najbardziej znane są rezerwaty Indian w Stanach Zjednoczonych i Kanadzie, ale nazywane rezerwatami wydzielone obszary – służące przede wszystkim ochronie ludów tubylczych danego obszaru – istnieją także w niektórych innych krajach Ameryki Łacińskiej, w których przetrwały pierwotne społeczności żyjące we względnej izolacji od społeczeństwa narodowego (m.in. w Brazylii).

## Rezerwaty Indian w USA

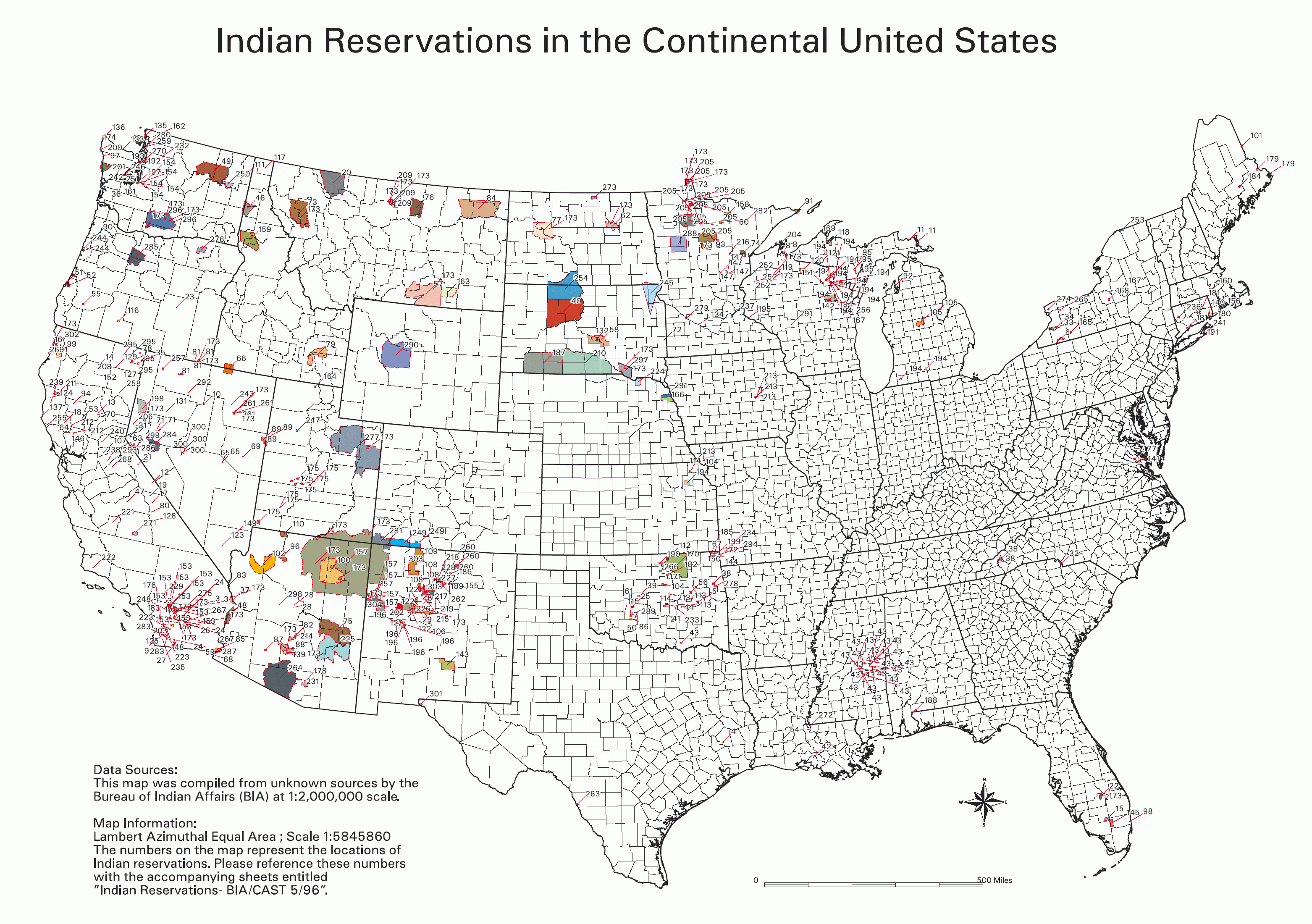
Mapa rezerwatów Indian na terenie USA, sporządzona przez Biuro do spraw Indian.

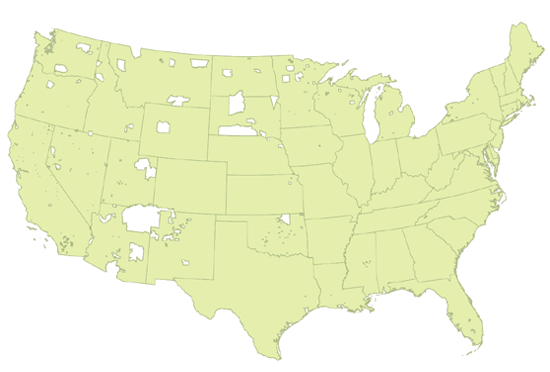
Mapa USA z wyłączeniem suwerennych terenów Indian.

W USA rezerwaty Indian (nazywane tam reservations) to ziemie stanowiące własność plemion tubylczych Amerykanów, zarządzane przez ich autonomiczne władze (tzw. rady plemienne) i nadzorowane przez Biuro do spraw Indian – rządową agencję podległą Departamentowi Spraw Wewnętrznych. Formalnie rezerwaty Indian stanowią część terytorium federalnego wyłączonego spod jurysdykcji stanów, w granicach których się znajdują, a tubylcze plemiona są w pewnym stopniu suwerenne. Pozwala to mieszkańcom rezerwatów w USA na szeroki zakres samorządności (w tym np. własne sądownictwo i szkolnictwo oraz zwolnienia podatkowe – będące formą potwierdzenia ich niezależności, rodzajem rekompensaty za historyczne krzywdy oraz elementem polityki wyrównywania szans).
Większość rezerwatów Indian w USA powstała w drugiej połowie XIX w. po uchwaleniu w 1851 r. ustawy tworzącej pierwsze tubylcze rezerwaty na obszarze istniejącego wcześniej Terytorium Indiańskiego w dzisiejszej Oklahomie oraz w wyniku działań administracji prezydenta Ulyssesa Granta pod koniec lat 60. XIX w. Na mocy ustawy o podziale ziemi (ang. General Allotment Act, lub Dawes Act) z 1887 r. władze zaprzestały nadawania ziemi pod rezerwaty całym plemionom na rzecz przydzielania Indianom indywidualnych działek oraz przekazywania powstałych w ten sposób znacznych „nadwyżek” (ang. surplus lands) osadnikom i przedsiębiorcom. Proces ten, pozbawiający Indian większości terenów i wszelkich możliwości samodzielnej egzystencji, trwał blisko pół wieku. Podstawy współczesnej autonomii rezerwatów Indian w USA uregulowała dopiero ustawa o reorganizacji Indian (ang. Indian Reorganization Act') z 1934 r. (choć nie wszystkie plemiona ją uznały), a doprecyzowało późniejsze ustawodawstwo w zakresie praw i swobód tubylczych Amerykanów, głównie z lat 70. i 80. XX.w.
Specjalne umowy z władzami stanowymi umożliwiają plemionom z niektórych rezerwatów prowadzenie legalnych kasyn nastawionych na turystów, które w ostatnich latach – w niewielkiej części rezerwatów (dotkniętych zwykle wysokim bezrobociem i innymi plagami społecznymi) – stały się głównym źródłem dochodu tamtejszych Indian (Pekoci). W niektórych rezerwatach, uważanych za bardziej tradycyjne, (np. w pueblach Indian Hopi) obowiązują lokalne ograniczenia ruchu turystycznego, szczególna ochrona świętych miejsc i prywatności mieszkańców, a także np. zakaz handlu i spożywania napojów alkoholowych (wynikający z wrodzonej niskiej tolerancji Indian na alkohol i związanych z tym problemów społecznych). Inne (np. na Florydzie czy w Montanie) cechuje duża otwartość na gości z zewnątrz i liczne atrakcje turystyczne (pow-wow, rodeo, lokalne targi i pokazy folklorystyczne, galerie rzemiosła, itp.)
W USA istnieje ponad 300 rezerwatów federalnych, co oznacza, że nie każde z ponad 550 uznawanych przez władze federalne plemion ma swój oddzielny rezerwat. Niektóre plemiona mają po kilka rezerwatów, inne nie mają żadnego. Ich rozmieszczenie w kraju, wielkość oraz lokalna struktura własności są bardzo zróżnicowane (często składa się na nie mieszanka ziem federalnych o statusie powierniczym (ang. trust lands), ziem stanowiących własność plemienną oraz działek prywatnych). Ziemiami i dochodami wspólnymi zarządza w imieniu tubylczych plemion Biuro do spraw Indian (związane z tym – stanowiącym rodzaj historycznego reliktu – systemem powierniczym zarzuty o nadużycia i niegospodarność urzędników federalnych oraz korupcję polityków i lobbystów są przedmiotem żmudnych procesów sądowych).
Łącznie rezerwaty Indian w USA obejmują 55,7 mln akrów (225 410 km²), co stanowi 2,3% powierzchni Stanów Zjednoczonych (9 629 091 km²). Dwanaście rezerwatów ma powierzchnię większą niż 3 tys. km², a pięć największych – większą niż 5 tys. km². Niektóre z najmniejszych rezerwatów (np. tzw. misje w Kalifornii) obejmują kilka pojedynczych gospodarstw, w wielu stanach nie ma ani jednego rezerwatu federalnego. Osobne kategorie jednostek administracyjno-prawnych tworzą stanowe rezerwaty Indian w niektórych stanach w centrum i na wschodzie USA (nieuznawane przez władze federalne) oraz autonomiczne społeczności tubylców Alaski.

## Rezerwaty Indian w Kanadzie
W Kanadzie rezerwaty Indian (nazywane tam reserves/réserves) zarządzane są przez uznane przez władze grupy tubylcze – „Pierwsze Narody” (ang. First Nations, fr. Premières nations). Ich historia jest odmienna od rezerwatów amerykańskich, choć jest wynikiem podobnych procesów kolonizacyjnych i cywilizacyjnych. Kanadyjska ustawa o Indianach (ang. Indian Act, fr. Loi sur les Indiens) definiuje rezerwat jako „obszar ziemi, z tytułem własności należącym do Królowej (państwa), wydzielony przez Nią z pożytkiem i dla dobra grupy [tubylczej]”. Ta sama ustawa mówi też o podobnych – z punktu widzenia funkcjonowania – obszarach zarezerwowanych dla grup tubylczych (jak rezerwat Wikwemikong na Wyspie Manitoulin, których własności Indianie nigdy się nie zrzekli (tzw. „rezerwaty niescedowane”, ang. unceded reserves, fr. réserves incédées).
Podobnie jak w USA, jeden rezerwat w Kanadzie może zamieszkiwać kilka Pierwszych Narodów, a jeden naród tubylczy może posiadać jeden lub więcej rezerwatów (pojęcia „Pierwszy Naród” i „rezerwat” bywają tam używane zamiennie, co nie zawsze jest precyzyjne, np. Munsee-Delaware Nation w Ontario to jeden z trzech rezerwatów Pierwszego Narodu Munsee-Delaware w tej prowincji). Ustawa o Indianach określa też, że o tym, czy ziemie w rezerwacie wykorzystywane są „z pożytkiem i dla dobra grupy” decyduje minister do spraw indiańskich, a tereny w rezerwacie mogą być jedynie własnością danej grupy lub jej indywidualnych członków.
W przeszłości granice rezerwatów ulegały zmianom, a ich obszar bywał przymusowo redukowany. Obecnie władze prowincji lub władze lokalne mogą przejmować tereny rezerwatów jedynie wyjątkowo, na mocy specjalnych ustaw (bywa to, podobnie jak kwestia tradycyjnych „terenów niescedowanych”, przedmiotem sporów i protestów). Ograniczenia w obrocie ziemią w rezerwatach z jednej strony sprzyjają zachowaniu integralności grup tubylczych i ich bazy terytorialnej, z drugiej – ograniczają np. możliwości uzyskiwania przez Indian (i ich grupy) kredytów pod zastaw gruntów, a tym samym ograniczają im możliwość rozwoju działalności gospodarczej i budowy domów. Receptą na to mają być wspierane i gwarantowane przez władze specjalne kredyty mieszkaniowe dla Indian z rezerwatów.
W Kanadzie istnieje ponad 600 indiańskich rezerwatów, w większości niewielkich i zamieszkanych przez niewielkie społeczności – zwykle od kilkudziesięciu do kilku tysięcy osób, w większości Indian (pełnoprawnych, czyli tzw. „statusowych”, ale też etnicznych Indian pozbawionych federalnego „statusu tubylca” oraz Metysów). Większość z nich zarządzana jest zgodnie z unormowaniami ustawy o Indianach, niektóre – zgodnie z lokalnymi prawami i tradycjami ich mieszkańców.
Podobnie jak w USA, większość rezerwatów w Kanadzie to tereny niedoinwestowane, ubogie i trapione problemami społecznymi (bezrobocie, alkoholizm, narkomania, samobójstwa i przestępczość – w tym osób młodocianych, przemoc w rodzinie, cukrzyca, AIDS). Tylko nieliczne grupy tubylcze posiadają trwałe źródła znaczniejszych dochodów, np. z dzierżawy praw do eksploatacji bogactw naturalnych (kopalin, drewna). Dochodami takimi zarządza w imieniu każdej z grup minister do spraw Indian.
Kanada uznaje historyczne prawa rdzennych Kanadyjczyków (zagwarantowane po części w dawnych traktatach i w obecnej Konstytucji) oraz dąży do naprawy doznanych przez te – suwerenne w pewnym stopniu, ale i upośledzone społecznie grupy – krzywd. Dlatego ziemia w rezerwatach oraz inne dobra należące do grup lub do stałych mieszkańców rezerwatów zwolnione są z wszelkich podatków, poza lokalnymi (umożliwiło to sprzedaż w rezerwatach towarów obłożonych wysokimi podatkami – np. papierosów czy benzyny – po niższych cenach, ale spowodowało też wzrost przemytu i innej przestępczości w rezerwatach graniczących z USA). Działalność gospodarcza prowadzona przez członków Pierwszych Narodów (kanadyjskich Indian i tamtejszych Inuitów) podlega jednak opodatkowaniu na zasadach ogólnych.